# Falso negativo
Falso negativo é quando o resultado dos exames, ou testes realizados, indicam que não há sinais de anormalidade quando existem anormalidades. Por exemplo, no caso do teste de gravidez, o resultado indica que a mulher não está gravida, quando ela está gravida. A chance de um resultado ser falso negativo está relacionada à sensibilidade do método, que é a probabilidade de detectar o que está sendo pesquisado em um objeto de estudo sabidamente positivo, a qualidade do material utilizado, a experiência do examinador ou contaminação.    